# 356 aC
El 356 aC va ser un any del calendari romà prejulià. En aquell temps, era conegut com a any del consolat d'Ambust i Lenat (o, més rarament, any 398 ab urbe condita o de la fundació de la ciutat). L'ús del nom «356 aC» per referir-se a aquest any es remunta a l'alta edat mitjana, quan el sistema Anno Domini va ser el mètode de numeració dels anys més comú a Europa.

## Esdeveniments

### Antiga Grècia
- Filip II de Macedònia, es consolida com a rei de Macedònia, i després d'apoderar-se d'Amfípolis, Pidna i Potidea, es disposa a conquerir l'antiga ciutat de Crènides, amb la intenció de dominar les mines de la zona. Per protegir-la de les tribus tràcies, la va engrandir i fortificar, i la va refundar amb el nom de Filipos.[2]
- En el context de la Guerra Social, els aliats rebel·lats van devastar les illes lleials a Atenes de Lemnos i Imbros, però Samos només va poder ser assetjada, ja que estava defensada per clerucs.[3]
- Cares, estrateg atenenc, és nomenat per dirigir la Guerra Social juntament amb Ifícrates i Timoteu, després de la mort de Càbries. Com que els dos generals es van negar a una batalla després d'una turmenta, Cares els va acusar de no donar-li el seu suport, i tots van ser cridats a un judici a Atenes. Segons Corneli Nepot[4] l'acusació era deguda a que va fer la batalla tot sol i en va sortir derrotat i per això va acusar als altres generals. L'acusació la va portar per Aristòfon.[5]
- Heròstrat, un pastor d'Efes, va calar foc al Temple d'Àrtemis a Efes, una de les set meravelles del món. Segons Plutarc,[6] aquesta acció la va dur a terme la mateixa nit del naixement d'Alexandre el Gran, el 21 de juliol. Heròstrat va proclamar orgullosament la seva autoria amb el propòsit de convertir-se en immortal.[7]

### Sicília
- Dionisi el Jove que es trobava a Caulònia, davant de l'atac de Dió a la ciutat de Siracusa, torna a l'illa i entra a la ciutadella on resisteixen els seus partidaris. Prova de fer algunes sortides, totes fallides, i finalment torna a marxar cap a Itàlia deixant al càrrec de la ciutadella el seu fill Apol·lòcrates.[8]

### Antiga Roma
- Aquest any són elegits cònsols marc Fabi Ambust i Marc Popili Lenat. Fabi Ambust dirigeix la guerra contra els faliscs i els tarquinis, i els derrota i sotmet. Popil·li Lenat, cònsol per segona vegada, lluita contra els tiburtins i els recondueix cap a la seva ciutat.[9]
- Gai Marci Rútil és nomenat dictador per fer la guerra contra els etruscs. Per primera vegada hi ha un dictador plebeu, cosa que ofèn als patricis. En una antipatriòtica mesura s'oposen als preparatius de guerra però el poble recolza a Rútil que pot sortir al combat. Obté diverses victòries sobre els etruscs però el Senat li refusa els honors del triomf, que celebra privadament.[10]

## Naixements
- 20 de juliol - Alexandre el Gran, futur rei de Macedònia i conqueridor de l'Imperi Persa.[11]